# Picture Claire
Picture Claire é um filme de suspense américo-canadense de 2001 dirigido por Bruce McDonald.
O elenco tem Juliette Lewis, Gina Gershon, Callum Keith Rennie, Kelly Harms, Camilla Rutherford, Peter Stebbings e Mickey Rourke como protagonistas.